# مذكرات الرائد طومسون (كتاب)
مذكرات الرائد طومسون أشهر ما كتب الروائي الفرنسي بيير دانينوس ، وقد نشر فصول هذا الكتاب عام 1954 كمقالات متتابعة في صحيفة لو فيغارو الباريسية، ثم ما لبث أن أصدرها في كتاب في السنة نفسها فنجح نجاحاً مذهلاً، وترجم إلى العديد من اللغات، كما بيع من طبعته الفرنسية وحدها في ذلك الوقت أكثر من أربعة ملايين نسخة، فضلاً عن تقديمه على المسرح وتحويله إلي فيلم سينمائي. وقد ترجمه إلى العربية ثروت عكاشة .

## قصة الكتاب
- خشي دانينوس من غضب الجمهور الفرنسي عليه إذا توجه إلي سلوكياته بالنقد المباشر فابتكر شخصية الرائد طومسون وليام وزوّجه من امرأة فرنسية وجعله يعيش في باريس ثم وضع علي لسانه جميع الآراء الساخرة عن الحياة الاجتماعية الفرنسية.
- ذاعت شخصية طومسون حتى غطت على مبتكرها مما دفعه لإن يقول في كلمته أمام إحدى الجمعيات البريطانية التي استضافته " ما أشد حمقي حين استضفت إنجليزياً في كتابي، فإذا هو ينحّيني جانباً ليأخذ مكانه في الكتاب، وإذا أنا لا مكان لي فيه، حتى بتُ أتساءل عن دعوتكم: هل كانت لي أم للرائد طومسون؟! "

## روابط خارجية
- مذكرات الرائد طومسون على موقع IMDb (الإنجليزية)
- مذكرات الرائد طومسون على موقع ألو سيني (الفرنسية)
- مذكرات الرائد طومسون على موقع Turner Classic Movies (الإنجليزية)
- مذكرات الرائد طومسون على موقع أول موفي (الإنجليزية)
- مذكرات الرائد طومسون على موقع فيلمافينيتي (الإسبانية)
- مذكرات الرائد طومسون على موقع قاعدة بيانات الأفلام السويدية (السويدية)
- مذكرات الرائد طومسون على موقع قاعدة بيانات الفيلم (الإنجليزية)
- مذكرات الرائد طومسون على موقع ليتربوكسد (الإنجليزية)
- مذكرات الرائد طومسون على موقع كينوبويسك (الروسية)